# Mikola Bela
Mikola Bela a fost liderul Gărzii Maghiare din Ardeal

## Legături externe
- Cine este primul extremist maghiar dat afară din România, după ce a fost declarat indezirabil pentru 5 ani, 21 martie 2014, Ionel Albon, Adevărul